# Karl Wimmer (Komponist)

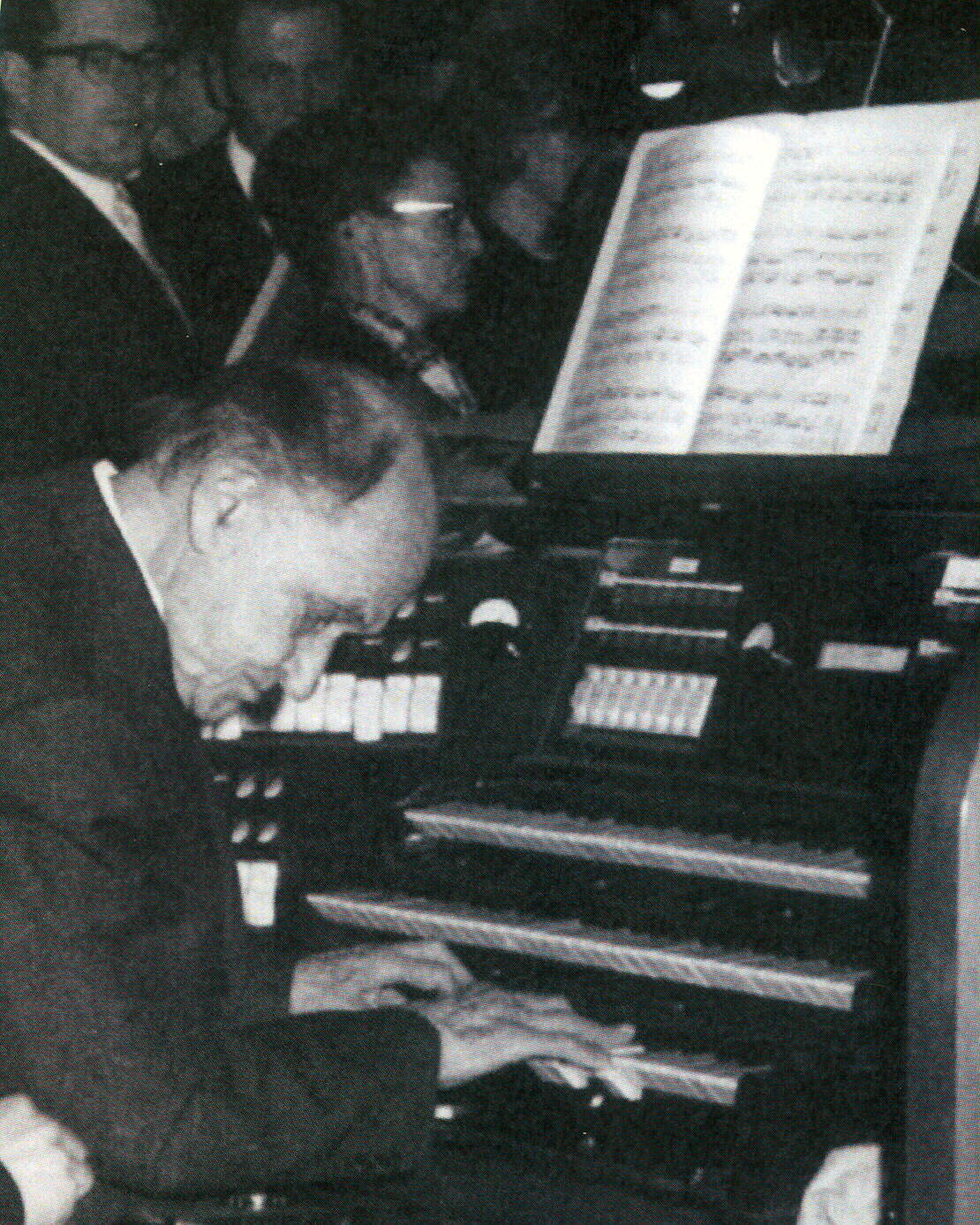
Karl Wimmer an der Orgel

Karl Wimmer (* 22. Oktober 1889 in Landshut; † 25. April 1971 in Straubing) war ein deutscher Pädagoge und Komponist.

## Leben
Karl Wimmer wurde am 22. Oktober 1889 in Landshut geboren. Er gehört wie sein Vetter Heinz Wimmer einem Lehrergeschlecht an, dessen Vorfahren väterlicher- wie mütterlicherseits durch eineinhalb Jahrhunderte fast ausnahmslos den Beruf des Mesners, Lehrers und Organisten ausgeübt haben. Karl Wimmer trat mit 13 Jahren in die Präparandenschule in Landshut ein und absolvierte 1908 das Lehrerseminar in Straubing. Hervorragende Musiker wie Josef Salisko und Simon Schott legten hier den Grund zu einer gediegenen Ausbildung in der theoretischen und praktischen Musik. Die weitere Vertiefung im Seminar unter Anton Schwarz und J. Schiedermaier war unter anderen auch Anregung zu ersten eigenen Kompositionsversuchen. Von 1908 an wirkte er als Hilfsschullehrer an verschiedenen Orten Niederbayerns, wo er auch als Chorleiter und Organist tätig war. Am 1. März wurde Wimmer schließlich an seine erste Lehrerstelle in Oberalteich bei Bogen versetzt. Hier wirkte er 30 Jahre bis zu seiner Versetzung in den Ruhestand. Der Abschied von Oberalteich fiel Wimmer nicht leicht. Er zog nach Bogen und später nach Straubing, wo er bis zu seinem 70. Lebensjahr noch als Organist wirkte. Wenige Jahre nach seinem 80. Geburtstag verstarb er am 25. April 1971.

## Werk
Karl Wimmer hatte sich sein musikalisches Wissen und Können größtenteils auf autodidaktischem Weg erworben. Um seine theoretischen Kenntnisse zu vervollständigen, nahm er 1941 Privatunterricht bei Herrmann von Waltershausen. Seine Kompositionen gehören den verschiedensten Gattungen an: Kammermusik in mannigfaltigen Besetzungen, Orgel- und Klaviermusik, Chorwerke und Kirchenmusik. Viele seiner Werke wurden durch Aufführungen im Bayerischen und im Norddeutschen Rundfunk weithin bekannt.

„Er ist ein vielseitig gebildeter Musiker, dessen Kompositionen ein vollkommen fundiertes technisches Können erweisen. Als gesamte künstlerische Persönlichkeit steht er weit über dem Durchschnitt, vor allem wegen seines ernsten Verantwortungsbewusstseins gegenüber der Tradition. Seine Arbeiten zeichnen sich in steigendem Maße durch Natürlichkeit und Ursprünglichkeit der musikalischen Erfindung aus.“

## Kompositionen
- Variationen und Fuge über ein Thema von Kuhlau, für Streichorchester in zwei Chören (1933)[1]